# Piz Ela
Piz Ela är en bergstopp i Schweiz.   Den ligger i regionen Albula och kantonen Graubünden, i den östra delen av landet, 180 km öster om huvudstaden Bern. Toppen på Piz Ela är 3 339 meter över havet, eller 523 meter över den omgivande terrängen. Bredden vid basen är 2,3 km.
Terrängen runt Piz Ela är bergig åt nordväst, men åt sydost är den kuperad. Närmaste större samhälle är St. Moritz, 15,3 km sydost om Piz Ela. 
Trakten runt Piz Ela består i huvudsak av gräsmarker. Runt Piz Ela är det glesbefolkat, med 15 invånare per kvadratkilometer.